# Soof 2
Soof 2 is een Nederlandse romantische komedie uit 2016 onder regie van Esmé Lammers. De film is het vervolg op Soof uit 2013 en werd geschreven door Marjolein Beumer. De hoofdrollen worden wederom vertolkt door Lies Visschedijk en Fedja van Huêt.

## Verhaal
Een relatietherapie voor Soof en Kasper mocht niet baten, als Kasper een punt achter hun relatie zet. Soof probeert toch de draad weer op te pakken. Alhoewel met haar chaotische leven niet alles vlekkeloos verloopt, huurt ze de nieuwe chef-kok Bauke in, op wie ze ook verliefd wordt. Als haar restaurant in een faillissement dreigt te raken, schiet Kasper haar te hulp.

## Rolverdeling
- Lies Visschedijk als Soof
- Fedja van Huêt als Kasper
- Achmed Akkabi als Bauke
- Dan Karaty als Jim
- Daan Schuurmans als Thomas
- Lobke de Boer als Sascha
- Niek Schoemaker als Dies
- Brent Schoemaker als Bing
- Maryam Hassouni als Najat
- Anneke Blok als Hansje
- Eva Laurenssen als Gaby
- Birgit Schuurman als Anna
- Dick van den Toorn als Gerrit
- Elise van 't Laar als Doeka
- Marieke Westenenk als Berdine
- Miron Bilski als Slaveck

## Ontvangst
De trailer verscheen op 15 september 2016. De film werd in het algemeen positief ontvangen. Op 24 november 2017 werd de filmreeks vervolgd door een televisieserie, uitgezonden door Videoland met de titel Soof: Een nieuw begin dat aansluit op de laatste film.